# Tetraetylpyrofosfat
Tetraetylpyrofosfat är en ester av pyrofosforsyra och etanol med formeln (C2H5)4P2O7.

## Historia
Tetraetylpyrofosfat togs fram som stridsgas i slutet av andra världskriget, men kom aldrig till användning.

## Egenskaper
Ämnet sätter enzymet kolinesteras ur funktion vilket gör att nervimpulser till muskler aldrig termineras utan varje impuls leder till ändlösa, ohämmade muskelrörelser. Dessutom ger den svåra förgiftningssymptom.

## Framställning
Tetraetylpyrofosfat tillverkas genom att pyrofosforsyra (H4P2O7) och etanol (C2H5OH) får reagera med svavelsyra som katalysator.
{\displaystyle {\rm {H_{4}P_{2}O_{7}+4\ C_{2}H_{5}OH\rightarrow (C_{2}H_{5})_{4}P_{2}O_{7}+4\ H_{2}O}}}

## Användning
Tetraetylpyrofosfat användes tidigare som insekticid, framför allt mot kvalster, men har blivit ersatt av mer selektiva och miljövänligare insekticider.